# Александар Торес
Александар Торес (22. август 1966) бивши је бразилски фудбалер. Његов отац Карлос Алберто Торес такође је био познати бразилски фудбалер.

## Каријера
Током каријере играо је за Флуминенсе, Васко да Гама и Нагоју Грампус.

## Репрезентација
За репрезентацију Бразила дебитовао је 1992. године.

## Статистика
| Бразил | Бразил | Бразил |
| Год.   | Ута.   | Гол.   |
| ------ | ------ | ------ |
| 1992   | 1      | 0      |
| Укупно | 1      | 0      |